# Sophie de Ronchi
Sophie de Ronchi (née à Marseille le 24 septembre 1985), est une nageuse française spécialiste des épreuves de brasse et de 4 nages.

## Biographie
En 2000, âgée de 15 ans, elle intègre l'équipe de France et participe aux Championnats d'Europe en petit bassin à Valence en Espagne où elle termine à la 8e place du 200 m 4 nages. La même année, elle est vice-championne d'Europe junior dans la même discipline.
Elle compte deux sélections aux Championnats du monde, la 1re en 2006 pour ceux de Shanghaï, en petit bassin, et la seconde pour ceux de Melbourne et son meilleur résultat obtenu est une 6e place de l'épreuve du 100 m 4 nages en 2006.
Sophie de Ronchi accède à son 1er podium international le 15 décembre 2007 aux Championnats d'Europe en petit bassin à Debrecen en terminant à la 3e place de l'épreuve du 100 m 4 nages.
Régulièrement présente aux Championnats de France depuis l'année 2000, elle est championne à quatre reprises (en 2001, 2003 et 2012 pour l'épreuve du 200 m 4 nages et en 2006 pour l'épreuve du 200 m brasse), trois fois également vice-championne (en 2004 pour l'épreuve du 400 m 4 nages, en 2006 pour l'épreuve du 200 m 4 nages et en 2007 pour l'épreuve du 200 m brasse).
Lors des Championnats du monde 2013 à Barcelone (Espagne), après avoir fini 19e des séries du 200 m 4 nages, elle annonce la fin de sa carrière.

## Palmarès

### Championnats d'Europe de natation
- Championnats d'Europe de natation 2007 en petit bassin à Debrecen  Hongrie
  -  médaille de bronze de l'épreuve du 100 m 4 nages (1 min 00 s 66)
- Championnats d'Europe de natation en petit bassin 2008 à Rijeka  Croatie
  -  médaille d'argent de l'épreuve du 100 m brasse (1 min 05 s 43)
- Championnats d'Europe de natation en petit bassin 2010 à Eindhoven  Pays-Bas
  -  médaille d'argent de l'épreuve du 100 m brasse (1 min 06 s 21)

### Championnats de France de natation
| Discipline / Année | Rennes 2000 | Chamalières 2001 | Chalon-sur-Saône 2002 | Saint-Étienne 2003 | Dunkerque 2004 | Nancy 2005 | Tours 2006 | Saint-Raphaël 2007 |
| ------------------ | ----------- | ---------------- | --------------------- | ------------------ | -------------- | ---------- | ---------- | ------------------ |
| 200 m brasse       | -           | 11e              | -                     | -                  | -              | -          | Or         | Argent             |
| 200 m 4 nages      | -           | Or               | Bronze                | Or                 | 5e             | 5e         | Argent     | 4e                 |
| 400 m 4 nages      | 7e          | 5e               | 12e                   | 5e                 | Argent         | -          | -          | -                  |

## Records personnels[3]
- Grand bassin

| Épreuve       | Temps         | Record           | Lieu                | Date          |
| 100 m brasse  | 1 min 07 s 97 | Record de France | Schiltigheim France | 23 mars 2011  |
| 200 m brasse  | 2 min 25 s 19 | Record personnel | Montpellier France  | 24 avril 2009 |
| 200 m 4 nages | 2 min 14 s 20 | Record personnel | Eindhoven Pays-Bas  | 21 mars 2008  |

- Petit bassin

| Épreuve       | Temps         | Record           | Lieu           | Date             |
| 100 m brasse  | 1 min 05 s 43 | Record de France | Rijeka Croatie | 14 décembre 2008 |
| 200 m brasse  | 2 min 22 s 90 | Record de France | Angers France  | 6 décembre 2008  |
| 100 m 4 nages | 1 min 00 s 34 | Record personnel | Nîmes France   | 7 décembre 2007  |
| 200 m 4 nages | 2 min 09 s 69 | Record personnel | Nîmes France   | 9 décembre 2007  |